# フコース
フコース（英語: fucose）は、デオキシ糖の一種である6-デオキシ-ガラクトースで、化学式はC6H12O5、分子量164.16、融点163℃、比旋光度-76°で六炭糖、単糖に分類される。6-デオキシヘキソースはメチルペントースとも呼ばれる。天然にはL型がL-フコシドの形で、動植物に幅広く存在する。
名前の由来は、ヒバマタ（Fucus）という海藻の細胞壁多糖類であり昆布のねばねば成分としても知られるフコイダン(Fucoidan)で発見されたため。哺乳類と植物では細胞表面のN結合糖鎖上で見つかる。

## 所在
ヒトではABO血液型のH抗原として存在し、基本の3糖の他にフコースのみをもつ糖鎖抗原がO型、加えてN-アセチルガラクトサミンをもつものがA型、ガラクトースをもつものがB型であり、A、B、Hの各遺伝子はこれらの糖の転移酵素をコードしている。フコースが存在しない変異（ボンベイ型）では、A,B型の遺伝子を持っていてもN-アセチルガラクトサミン、ガラクトースの修飾が起こらずO型になる。
また、α1→3結合のコアフコースはIgEの介在するアレルギー反応の糖鎖抗原と考えられる。構造としてはフコース(Fuc)、オリゴマンノース(Man)、およびガラクトース(Gal)からなるMan-Fuc-Galという配列で存在することが多い。
陸上植物では、ペクチン、キシログルカンに存在する。そのほか大根のように細胞外マトリックスのプロテオグリカンにフコースを含むものがあり、ヒトのO型血液と同様の免疫反応を示すことが知られている。
海藻では褐藻類の多くにフコイダンが存在する。

## 生合成
L-フコシドは生体内では、糖ヌクレオチドの一種GDP-フコースから、各種フコース転移酵素による反応によってつくられる。ヒトでは上記H抗原のほかいくつかフコース転移酵素がクローニングされている。植物ではキシログルカンのフコース転移酵素が初めにクローニングされ、セルロースを除く植物細胞壁多糖類合成酵素初のクローニング例となった。
GDP-フコースはGDP-マンノースからの4, 6位脱水素反応、C3位のエピマー化、O-4位の還元反応を経て合成される。